# Liste der Zentralbanken und Währungen Afrikas
Neben den Zentralbanken der jeweiligen Einzelstaaten existieren in Afrika zwei Währungsgemeinschaften, die mit multinationalen Zentralbanken unter französischem Einfluss verbunden sind, die Westafrikanische Zentralbank (UEMOA) und die Zentralafrikanische Zentralbank (BEAC). Währung beider Gemeinschaften ist der CFA-Franc.
Im Folgenden eine Liste aller Zentralbanken und Währungen Afrikas:
| Staat                        | Währung                                                                     | Zentralbank                                |
| ---------------------------- | --------------------------------------------------------------------------- | ------------------------------------------ |
| Benin                        | CFA-Franc BCEAO                                                             | Westafrikanische Zentralbank (UEMOA)       |
| Burkina Faso                 | CFA-Franc BCEAO                                                             | Westafrikanische Zentralbank (UEMOA)       |
| Elfenbeinküste               | CFA-Franc BCEAO                                                             | Westafrikanische Zentralbank (UEMOA)       |
| Guinea-Bissau                | CFA-Franc BCEAO                                                             | Westafrikanische Zentralbank (UEMOA)       |
| Mali                         | CFA-Franc BCEAO                                                             | Westafrikanische Zentralbank (UEMOA)       |
| Niger                        | CFA-Franc BCEAO                                                             | Westafrikanische Zentralbank (UEMOA)       |
| Senegal                      | CFA-Franc BCEAO                                                             | Westafrikanische Zentralbank (UEMOA)       |
| Togo                         | CFA-Franc BCEAO                                                             | Westafrikanische Zentralbank (UEMOA)       |
| Kamerun                      | CFA-Franc BEAC                                                              | Zentralafrikanische Zentralbank            |
| Zentralafrikanische Republik | CFA-Franc BEAC                                                              | Zentralafrikanische Zentralbank            |
| Tschad                       | CFA-Franc BEAC                                                              | Zentralafrikanische Zentralbank            |
| Republik Kongo               | CFA-Franc BEAC                                                              | Zentralafrikanische Zentralbank            |
| Äquatorialguinea             | CFA-Franc BEAC                                                              | Zentralafrikanische Zentralbank            |
| Gabun                        | CFA-Franc BEAC                                                              | Zentralafrikanische Zentralbank            |
| Gambia                       | ECO (*) (derzeitiger Name: WAUA), zusätzlich die jeweiligen Landeswährungen | West African Central Bank (*)              |
| Ghana                        | ECO (*) (derzeitiger Name: WAUA), zusätzlich die jeweiligen Landeswährungen | West African Central Bank (*)              |
| Guinea                       | ECO (*) (derzeitiger Name: WAUA), zusätzlich die jeweiligen Landeswährungen | West African Central Bank (*)              |
| Liberia                      | ECO (*) (derzeitiger Name: WAUA), zusätzlich die jeweiligen Landeswährungen | West African Central Bank (*)              |
| Nigeria                      | ECO (*) (derzeitiger Name: WAUA), zusätzlich die jeweiligen Landeswährungen | West African Central Bank (*)              |
| Ägypten                      | Ägyptisches Pfund                                                           | Central Bank of Egypt                      |
| Algerien                     | Algerischer Dinar                                                           | Bank von Algerien                          |
| Angola                       | Kwanza                                                                      | Angolanische Nationalbank                  |
| Botswana                     | Pula                                                                        | Bank of Botswana                           |
| Burundi                      | Burundi-Franc                                                               | Banque de la République du Burundi         |
| Kap Verde                    | Kap-Verde-Escudo                                                            | Banco de Cabo Verde                        |
| Komoren                      | Komoren-Franc                                                               | Banque Centrale des Comores                |
| Demokratische Republik Kongo | Kongo-Franc                                                                 | Banque Centrale du Congo                   |
| Dschibuti                    | Dschibuti-Franc                                                             | Banque Centrale de Djibouti                |
| Eritrea                      | Nakfa                                                                       | Bank of Eritrea                            |
| Äthiopien                    | Äthiopischer Birr                                                           | National Bank of Ethiopia                  |
| Eswatini                     | Lilangeni                                                                   | Central Bank of Eswatini                   |
| Gambia                       | Dalasi                                                                      | Central Bank of The Gambia                 |
| Ghana                        | Cedi                                                                        | Bank of Ghana                              |
| Guinea                       | Guinea-Franc                                                                | Banque Centrale de la République de Guinée |
| Kenia                        | Kenia-Schilling                                                             | Central Bank of Kenya                      |
| Lesotho                      | Loti                                                                        | Central Bank of Lesotho                    |
| Liberia                      | Liberianischer Dollar                                                       | Central Bank of Liberia                    |
| Libyen                       | Libyscher Dinar                                                             | Zentralbank Libyens                        |
| Madagaskar                   | Ariary                                                                      | Banque Centrale de Madagascar              |
| Malawi                       | Kwacha                                                                      | Reserve Bank of Malawi                     |
| Mauretanien                  | Ouguiya                                                                     | Banque Central de Mauritanie               |
| Mauritius                    | Mauritius-Rupie                                                             | Bank of Mauritius                          |
| Marokko                      | Marokkanischer Dirham                                                       | Bank Al-Maghrib                            |
| Mosambik                     | Metical                                                                     | Banco de Moçambique                        |
| Namibia                      | Namibischer Dollar                                                          | Bank of Namibia                            |
| Nigeria                      | Naira                                                                       | Central Bank of Nigeria                    |
| Ruanda                       | Ruanda-Franc                                                                | Banque Nationale du Rwanda                 |
| São Tomé und Príncipe        | Dobra                                                                       | Banco Nacional de São Tomé e Príncipe      |
| Seychellen                   | Seychellen-Rupie                                                            | Banque centrale des Seychelles             |
| Sierra Leone                 | Leone                                                                       | Bank of Sierra Leone                       |
| Somalia                      | Somalia-Schilling                                                           | Bankiga Dhexe ee Soomaaliya                |
| Somaliland                   | Somaliland-Schilling                                                        | Bank of Somaliland                         |
| Südafrika                    | Rand                                                                        | South African Reserve Bank                 |
| Sudan                        | Sudanesisches Pfund                                                         | Bank of Sudan                              |
| Tansania                     | Tansania-Schilling                                                          | Bank of Tanzania                           |
| Tunesien                     | Tunesischer Dinar                                                           | Banque Centrale de Tunisie                 |
| Uganda                       | Uganda-Schilling                                                            | Bank of Uganda                             |
| Westsahara                   | Marokkanischer Dirham                                                       |                                            |
| Sambia                       | Kwacha                                                                      | Bank of Zambia                             |
| Simbabwe                     | Simbabwischer Bond Dollar                                                   | Reserve Bank of Zimbabwe                   |

(*) im Aufbau bzw. in Planung